# Farsia pallorella
Farsia pallorella är en fjärilsart som beskrevs av Hans Georg Amsel 1961. Farsia pallorella ingår i släktet Farsia och familjen mott. Inga underarter finns listade i Catalogue of Life.